# Elátkozva (Vámpírnaplók)
Az Elátkozva (Haunted) a Vámpírnaplók című amerikai sorozat első évadjának hetedik epizódja.

## Epizódismertető
Vicki természete egyre kezelhetetlenebb, Stefan próbál neki segíteni. Elena egyre jobban félti öccsét, Jeremyt, akinek esze ágában sincs távol maradni Vickitől. Caroline Bonnienak adja Damon nyakláncát, mivel szerinte jól illik a boszorkány öltözékéhez. Halloween napján a suliban bulit tartanak, ahol Damon próbálja visszavenni Bonnietől a nyakláncot, ám az a lány nyakában lógva megégeti őt. Ezt el is meséli a nagymamájának, aki felismeri a nyakláncot, szerinte az őseiké volt. Vicki elhívja Jeremyt a buliba, de még mindig nagyon nehezen tud uralkodni az éhségén. Később rátámad Elenára, amiért Stefan megöli. Ettől Jeremy kiborul, egyébként is gyenge jellem. Elena megkéri Damont, hogy befolyásolja öccse emlékeit.

## Zenék
- Gary Go – Open Arms
- Final Flash – Fading Light
- The Sounds – No One Sleeps When I'm Awake
- White Lies – To Lose My Life
- The Longcut – Open Hearts
- The Dodods – Fables
- Bat For Lashes – Sleep Alone
- Sanders Bohlke – The Weight of Us

## Külső hivatkozások
- https://web.archive.org/web/20100805073700/http://www.vampirnaplok.hu/0107.php